# Кокс, Грейс Виктория
Грейс Викто́рия Кокс (англ. Grace Victoria Cox; род. 10 марта 1995, Лексингтон, Кентукки) — американская актриса кино и телевидения.

## Биография
Грейс Виктория Кокс родилась 10 марта 1995 года в городе-округе Лексингтон (штат Кентукки, США). У девушки есть младший брат и младшая сестра. С 13—14 лет Грейс твёрдо решила стать актрисой, начала посещать курсы актёрского мастерства. В 17 лет Кокс переехала в Лос-Анджелес (штат Калифорния), где начала пробовать попасть на экраны. Два года спустя ей это удалось: её дебют состоялся в короткометражном фильме «Скарлетт», а ещё через несколько месяцев Кокс начала исполнять достаточно заметную роль в известном телесериале «Под куполом». В 2021 году снялась в одном кинофильме и одном сериале, в 2022 году — в одном эпизоде одного сериала, и на этом её карьера как актрисы завершилась. В итоге, по состоянию на ноябрь 2024 года, Кокс снялась в 15 кино- и телефильмах и телесериалах.

## Фильмография
| Широкий экран - 2014 — Скарлетт / Scarlett — Скарлетт (к/м) - 2015 — Здесь сейчас / Here Now — Элисса (к/м) - 2017 — Лучник / The Archer — Эмили - 2018 — Дикая юность / Savage Youth — Елена - 2018 — Дела государства / Affairs of State — Дарси Бэйнс - 2019 — Красивый, плохой, злой / Extremely Wicked, Shockingly Evil, and Vile — Кэрол Даронк - 2021 — Триумф / Triumph — Пэтти | Телевидение - 2014—2015 — Под куполом / Under the Dome — Мелани Кросс (в 16 эпизодах) - 2016 — Потерянные девушки Мэнсона / Manson's Lost Girls — Линетт «Скрипучка» Фромм (также исполнила песню Hand in Hand) - 2017 — Твин Пикс / Twin Peaks — Шарлотта (в эпизоде Part 5) - 2018 — Смертельное влечение / Heathers — Вероника Сойер (в 10 эпизодах) - 2019 — А теперь — апокалипсис / Now Apocalypse — Амбер (в 2 эпизодах) - 2019 — Общество / The Society — Лекси (в 8 эпизодах) - 2021 — Частный детектив Магнум / Magnum P.I. — Хлоя Доусон (в эпизоде Bloodline) - 2022 — Медики Чикаго / Chicago Med — Кэт Миллер (в эпизоде Lying Doesn't Protect You from the Truth) |